# Полоузовка (Бердянский район)
Полоузовка (укр. Полоузівка) — село,
Андровский сельский совет,
Бердянский район,
Запорожская область,
Украина.
Код КОАТУУ — 2320680502. Население по переписи 2001 года составляло 316 человек.

## Географическое положение
Село Полоузовка находится на левом берегу реки Кильтичия,
выше по течению примыкает село Новотроицкое,
ниже по течению на расстоянии в 3 км расположено село Андровка.

## История
- 1862 — дата основания. Село Полоузовка (Палаузовка) основано болгарами-переселенцами из местечка Кирнички в Бессарабии на месте бывшего ногайского аула Каясы-оглу (Коясы Оглу). Названа по фамилии чиновника Палаузова, содействовавшему размещению болгарских колонистов в Таврической губернии.
- В сентябре 1865 года построен и освящен молитвенный дом во имя святых Кирилла и Мефодия.
- По переписи 1904 года в селе проживало 952 человека, из них 102 домохозяина.